# Campeonato Mundial de Ciclismo em Estrada de 2010
O LXXVII Campeonato Mundial de Ciclismo em Estrada realizou-se em Melbourne e Geelong (Austrália) entre 29 de setembro e 3 de outubro de 2010, baixo a organização da União Ciclista Internacional (UCI) e a Federação Ciclista da Austrália.
O campeonato constou de corridas nas especialidades de contrarrelógio e de rota, nas divisões elite masculina, elite feminina e masculino sub-23; ao todo outorgaram-se seis títulos de campeão mundial.

## Calendário
| Evento                | Distância (km) | Dia   |
| --------------------- | -------------- | ----- |
| Contrarrelógio sub-23 | 31,6           | 29.09 |
| Contrarrelógio F      | 22,8           | 29.09 |
| Contrarrelógio M      | 45,6           | 30.09 |
| Estrada sub-23        | 159,0          | 01.10 |
| Estrada F             | 127,2          | 02.10 |
| Estrada M             | 257,2          | 03.10 |

## Resultados

### Masculino
- Contrarrelógio

| Posto  | Ciclista          | País        | Tempo    |
| ------ | ----------------- | ----------- | -------- |
| Ouro   | Fabian Cancellara | Suíça       | 58:09,19 |
| Prata  | David Millar      | Reino Unido | 59:11,94 |
| Bronze | Tony Martin       | Alemanha    | 59:21,68 |

- Estrada

| Posto  | Ciclista       | País      | Tempo   |
| ------ | -------------- | --------- | ------- |
| Ouro   | Thor Hushovd   | Noruega   | 6:21:49 |
| Prata  | Matti Breschel | Dinamarca | 6:21:49 |
| Bronze | Allan Davis    | Austrália | 6:21:49 |

### Feminino
- Contrarrelógio

| Posto  | Ciclista        | País          | Tempo    |
| ------ | --------------- | ------------- | -------- |
| Ouro   | Emma Pooley     | Reino Unido   | 32:48,44 |
| Prata  | Judith Arndt    | Alemanha      | 33:03,61 |
| Bronze | Linda Villumsen | Nova Zelândia | 33:04,24 |

- Estrada

| Posto  | Ciclista         | País          | Tempo   |
| ------ | ---------------- | ------------- | ------- |
| Ouro   | Giorgia Bronzini | Itália        | 3:32:01 |
| Prata  | Marianne Vos     | Países Baixos | 3:32:01 |
| Bronze | Emma Johansson   | Suécia        | 3:32:01 |

### Sub-23
- Contrarrelógio

| Posto  | Ciclista       | País           | Tempo    |
| ------ | -------------- | -------------- | -------- |
| Ouro   | Taylor Phinney | Estados Unidos | 42:50,29 |
| Prata  | Luke Durbridge | Austrália      | 42:52,19 |
| Bronze | Marcel Kittel  | Alemanha       | 43:14,30 |

- Estrada

| Posto  | Ciclista         | País           | Tempo   |
| ------ | ---------------- | -------------- | ------- |
| Ouro   | Michael Matthews | Austrália      | 4:01:23 |
| Prata  | John Degenkolb   | Alemanha       | 4:01:23 |
| Bronze | Taylor Phinney   | Estados Unidos | 4:01:23 |
| Bronze | Guillaume Boivin | Canadá         | 4:01:23 |

## Medalheiro
| 1  | Austrália      | 1 | 1 | 1 | 3  |
| 2  | Reino Unido    | 1 | 1 | 0 | 2  |
| 3  | Estados Unidos | 1 | 0 | 1 | 2  |
| 4  | Itália         | 1 | 0 | 0 | 1  |
|    | Noruega        | 1 | 0 | 0 | 1  |
|    | Suíça          | 1 | 0 | 0 | 1  |
| 7  | Alemanha       | 0 | 2 | 2 | 4  |
| 8  | Dinamarca      | 0 | 1 | 0 | 1  |
|    | Países Baixos  | 0 | 1 | 0 | 1  |
| 10 | Nova Zelândia  | 0 | 0 | 1 | 1  |
|    | Suécia         | 0 | 0 | 1 | 1  |
|    | Canadá         | 0 | 0 | 1 | 1  |
|    | TOTAL          | 6 | 6 | 6 | 18 |